# Кривоножкин, Алексей Александрович
Алексей Александрович Кривоножкин (род. 5 июня 1974, Саратов) — советский и российский хоккеист, защитник. Мастер спорта России. Тренер.

## Биография
Воспитанник СОСДЮСШОР «Кристалл» Саратов. В сезоне 1990/91 дебютировал за «Химик» Энгельс, тогда же стал выступать и за «Кристалл», за который в итоге провёл 16 сезонов (1990/91 — 1997/98, 2003/04 — 2004/05, 2005/06 — 2010/11) — 761 матч, 42 шайбы, 149 передач. В сезонах 1998/99 — 2003/04 играл за «Нефтяник» Альметьевск, куда из-за финансовых проблем в «Кристалле» уехал по приглашению Владимира Куплинова. В первой половине сезона-2005/06 выступал за белорусский «Неман» Гродно.
Окончил Саратовский социально-экономический университет (специальность — финансы и кредит), Саратовское областное училище олимпийского резерва (специальность — физическая культура).
В сезоне 2012/13 — тренер в команде МХЛ-Б «Кристалл-Юниор», затем — тренер в хоккейной школе «Кристалла».
Участник любительских и ветеранских соревнований Саратовской области.
Брат Максим (род. 1984) и племянник Матвей (род. 2006) также хоккеисты.